# Ligne de Berlin à Blankenheim
La ligne de Berlin à Blankenheim est une ligne du réseau ferré allemand qui relie Berlin-Charlottenburg à Blankenheim en Saxe-Anhalt en passant par Bad Belzig dans le Brandebourg. Elle est longue de 188,1 km.
Elle est également connue en allemand sous le nom de ligne de Wetzlar, du nom de la gare de Wetzlar située en Hesse. La ligne de Berlin à Blankenheim n'est qu'une section de l'ancienne ligne des canons qui reliait Berlin à Metz à partir de 1882. Metz faisait alors partie du Alsace-Lorraine cédé à l'Empire allemand en 1871. La gare de Wetzlar se situait alors entre Berlin et Metz. 
Depuis 2004 la partie de la ligne entre Wiesenburg et Güsten n'est plus empruntée par des trains voyageurs. 